# Escoamento urbano

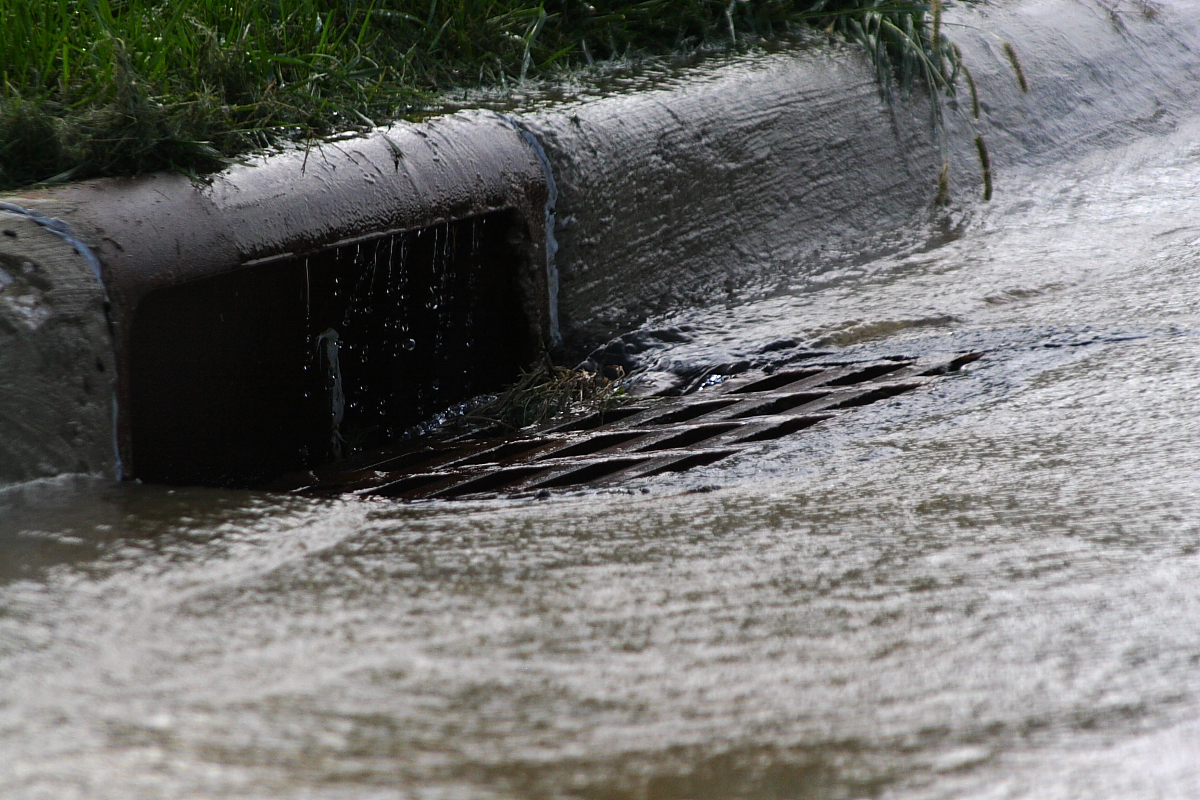
Escoamento urbano fluindo para um bueiro

O escoamento urbano é o escoamento superficial de águas de chuva, irrigação da e lavagem de carros originados da urbanização. Superfícies impermeáveis ( estradas, estacionamentos e calçadas) são construídas durante o desenvolvimento urbano . Durante chuvas, tempestades e outros eventos de precipitação, essas superfícies (construídas a partir de materiais como asfalto e concreto), juntamente com os telhados, transportam águas pluviais poluídas para bueiros, em vez de permitir que a água percole (infiltre) solo. Isso causa rebaixamento do lençol freático e inundações.

## Poluentes

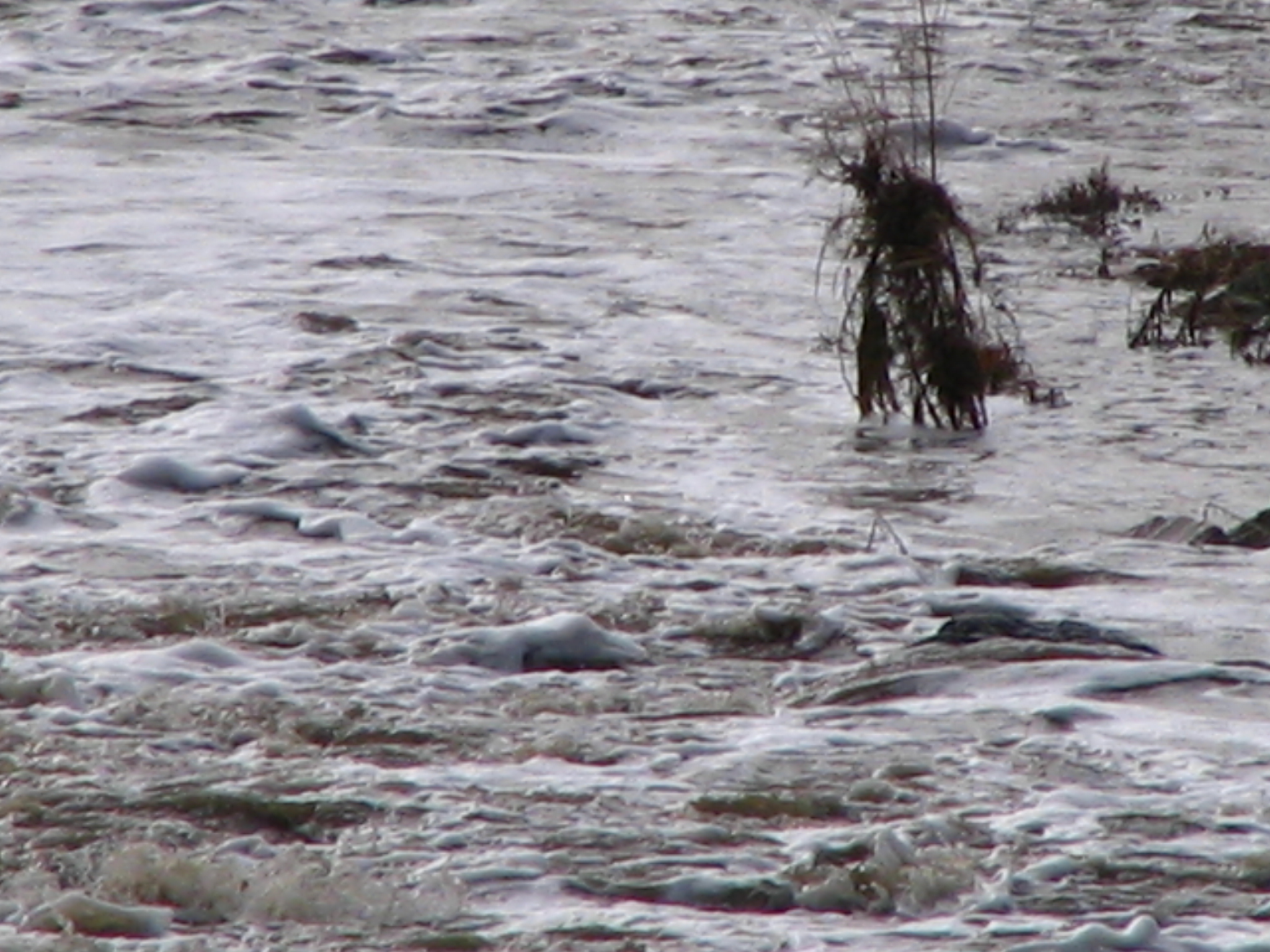
Inudação ocorrida em meados de 2007 na região da California (EUA)

A água que escorre de superfícies impermeáveis em áreas urbanas tende a acumular gasolina, óleo de motor, metais pesados, lixo e outros poluentes, assim como fertilizantes e pesticidas dos gramados. Estradas e estacionamentos são as principais fontes de hidrocarbonetos aromáticos policíclicos (PAHs), criados como subprodutos da combustão de gasolina e outros combustíveis fósseis, além de fonte de metais pesados como níquel, cobre, zinco, cádmio e chumbo. O escoamento de telhados contribui com altos níveis de compostos orgânicos sintéticos e zinco (de calhas galvanizadas). O uso de fertilizantes em gramados residenciais, parques e campos de golfe é uma fonte mensurável de nitratos e fósforo no escoamento urbano quando o fertilizante é aplicado inadequadamente ou quando a grama é fertilizada em excesso.
Solos erodidos ou locais de construção mal conservados muitas vezes podem levar ao aumento da sedimentação no escoamento. A sedimentação geralmente se deposita no fundo dos corpos d'água e pode afetar diretamente a qualidade da água. Níveis excessivos de sedimentos em corpos d'água podem aumentar o risco de infecções e doenças devido aos altos níveis de nutrientes presentes no solo. Esses altos níveis de nutrientes podem reduzir o oxigênio e aumentar o crescimento de algas, limitando o crescimento da vegetação nativa, o que pode prejudicar o ecossistema aquático. Níveis excessivos de sedimentos e sólidos suspensos também podem danificar a infraestrutura existente. A sedimentação pode aumentar o escoamento superficial obstruindo os sistemas subterrâneos. O aumento dos níveis de sedimentação também pode reduzir o armazenamento atrás do reservatório. Essa redução das capacidades dos reservatórios pode levar ao aumento das despesas para os órgãos públicos, além de impactar a qualidade das áreas de recreação aquática.
O escoamento também pode induzir a bioacumulação e biomagnificação de toxinas em organismos vivos aquáticos. Pequenas quantidades de metais pesados são transportadas pelo escoamento para os oceanos, que podem se acumular em animais aquáticos, causando envenenamento por metais. Esse envenenamento por metais pesados também pode afetar humanos, pois a ingestão de um animal envenenado aumenta o risco de envenenamento por metais pesados.
À medida que as águas pluviais são canalizadas para bueiros e águas superficiais, a carga natural de sedimentos descarregada para as águas receptoras diminui, mas o fluxo e a velocidade da água aumentam. A cobertura impermeável em uma cidade típica pode criar por volta de cinco vezes o escoamento de uma área florestada típica do mesmo tamanho.

## Efeitos

### Descargas de tempo seco
O excesso de água através da irrigação por aspersão pode produzir escoamento atingindo as águas receptoras durante épocas de baixa vazão. Esse escoamento transporta poluentes acumulados para riachos com taxas de diluição excepcionalmente baixas, causando concentrações de poluentes mais altas do que seriam encontradas durante eventos regionais de precipitação.

### Inundações urbanas

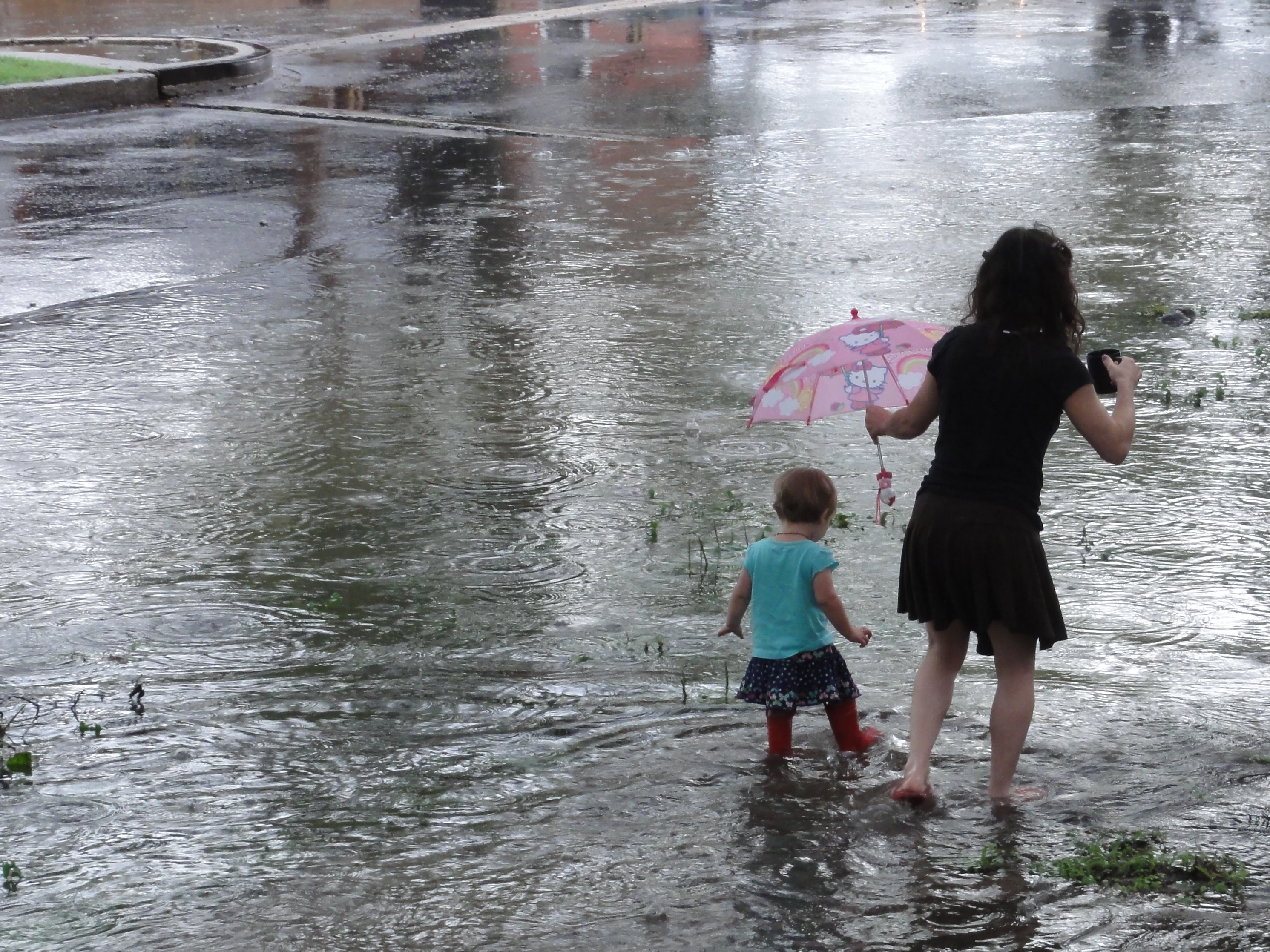
Ruas inundadas em Nova Orleans

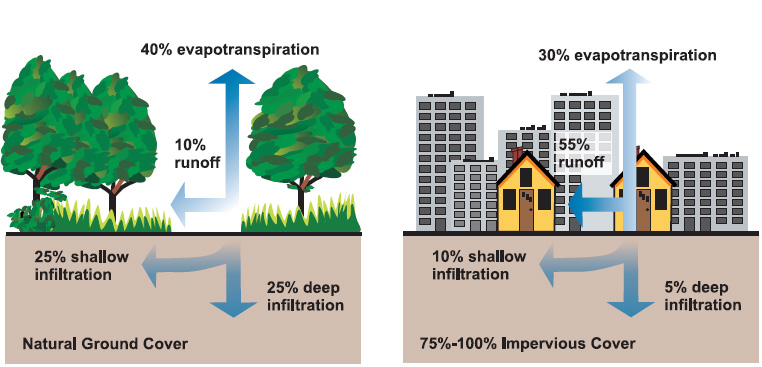
Relação entre superfícies impermeáveis e escoamento superficial

O escoamento urbano é uma das principais causas de inundações urbanas, a inundação de terrenos ou propriedades em um ambiente construído causada por chuvas que sobrecarregam a capacidade dos sistemas de drenagem, como os esgotos pluviais. Desencadeada por eventos como inundações repentinas, marés de tempestades, inundações nas margens ou derretimento da neve, as inundações urbanas são caracterizadas por seus impactos repetitivos, onerosos e sistêmicos nas comunidades, mesmo quando não dentro de várzeas ou próximo a qualquer corpo d'água.

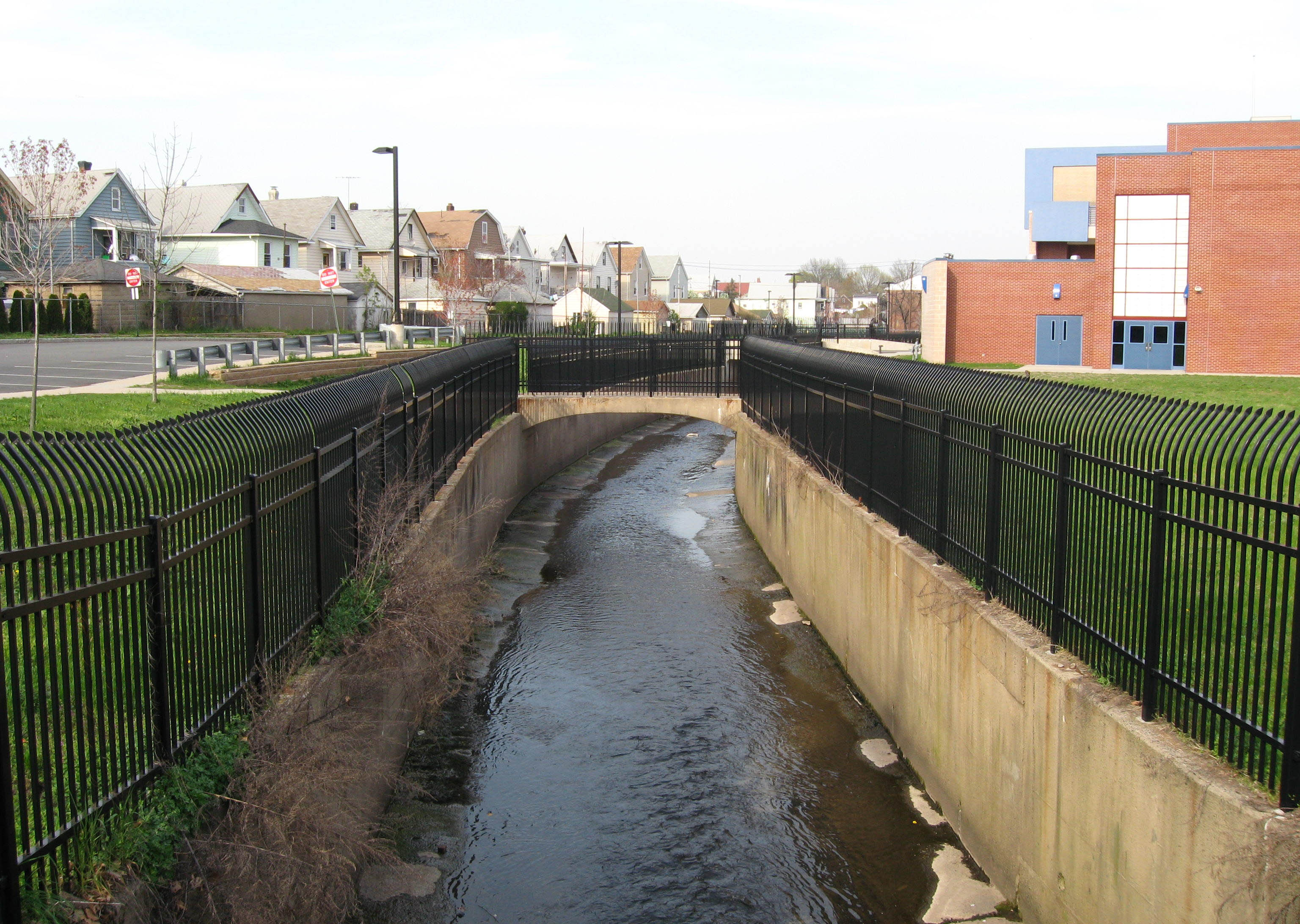
O córego Weasel Brook em Passaic, Nova Jersey foi canalizado com paredes de concreto para controlar inundações localizadas.

### Poluição da água
O escoamento urbano contribui para problemas de qualidade da água. Em 2009, o Conselho Nacional de Pesquisa dos EUA publicou um relatório abrangente sobre os efeitos das águas pluviais urbanas e afirmou que continua a ser uma importante fonte de contaminação em muitas bacias hidrográficas nos Estados Unidos. :viiO relatório explicou que "... mais declínios na qualidade da água são prováveis se as mudanças no uso da terra que tipificam fontes mais difusas de poluição não forem abordadas. . . Isso inclui atividades agrícolas, silviculturais, urbanas, industriais e de construção que perturbam a terra, das quais poluentes difíceis de monitorar emergem durante eventos de clima úmido. A poluição dessas paisagens tem sido quase universalmente reconhecida como o desafio mais premente para a restauração de corpos d'água e ecossistemas aquáticos em todo o país." :24

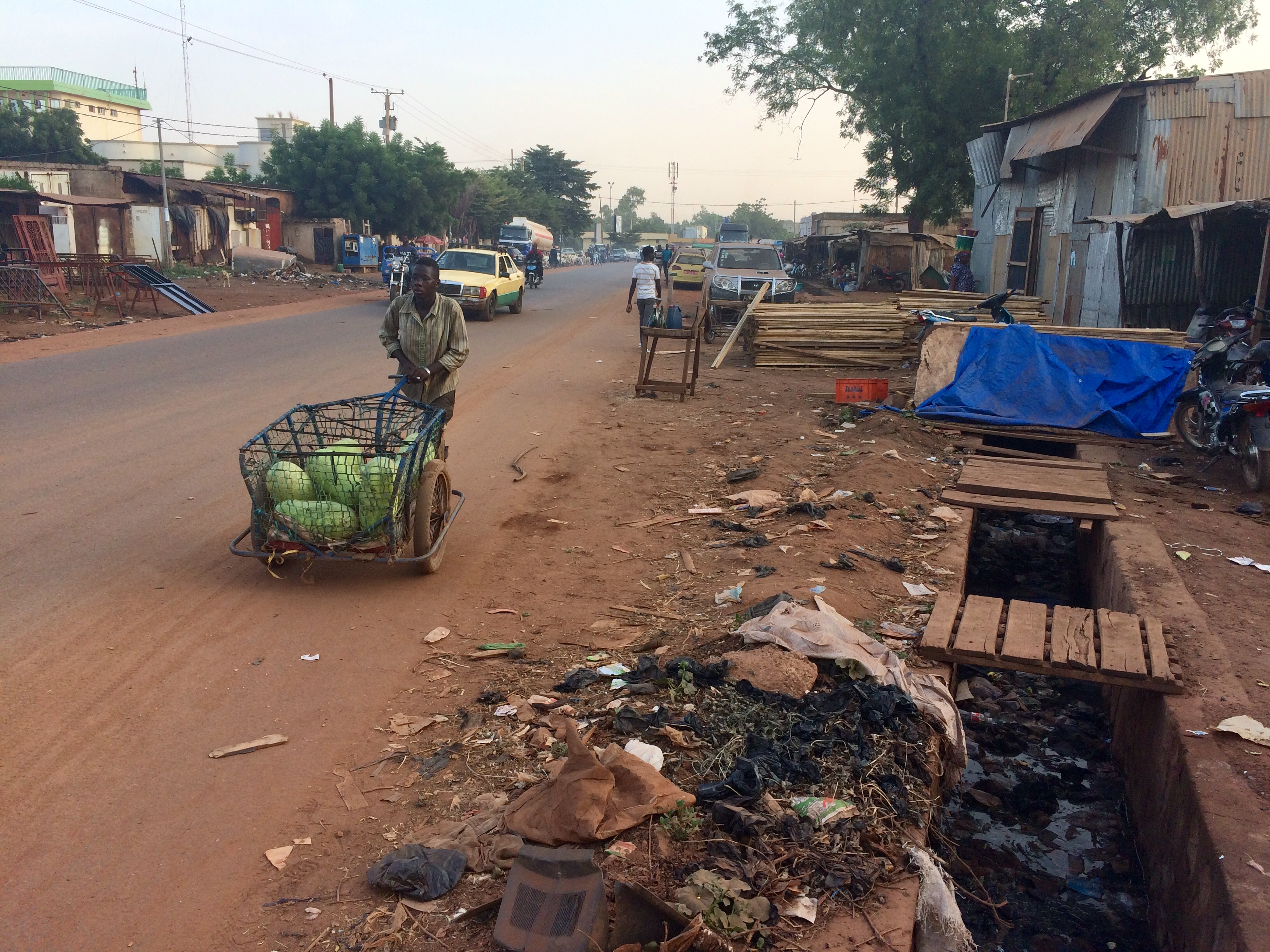
Um sistema de escoamento aberto na África

O escoamento urbano também aumenta as temperaturas nos córregos, prejudicando os peixes e outros organismos. (Uma descarga repentina de escoamento de uma tempestade pode causar um choque de água quente capaz de matar peixes. ) Além disso, o sal de estrada usado para derreter a neve em calçadas e estradas em climas frios pode contaminar córregos e aquíferos subterrâneos.
Um dos efeitos mais pronunciados do escoamento urbano é em cursos d'água que historicamente continham pouca ou nenhuma água durante os períodos de tempo seco (muitas vezes chamados de riachos efêmeros). Quando uma área em torno de tal córrego é urbanizada, o escoamento resultante cria um fluxo não natural durante todo o ano que prejudica a vegetação, a vida selvagem e o leito do rio. Contendo pouco ou nenhum sedimento em relação à proporção histórica de sedimentos para água, o escoamento urbano corre para baixo do canal do córrego, danificando características naturais, como meandros e bancos de areia, e criando erosão severa - aumentando as cargas de sedimentos na foz, enquanto esculpe severamente o leito do rio a montante . Como exemplo, em muitas praias do sul da Califórnia na foz de um curso d'água, o escoamento urbano carrega lixo, poluentes, lodo excessivo e outros resíduos e pode representar riscos moderados a graves à saúde.
Por causa dos fertilizantes e resíduos orgânicos que o escoamento urbano muitas vezes carrega, pode ocorrer eutrofização em cursos d'água afetados por escoamento urbano.

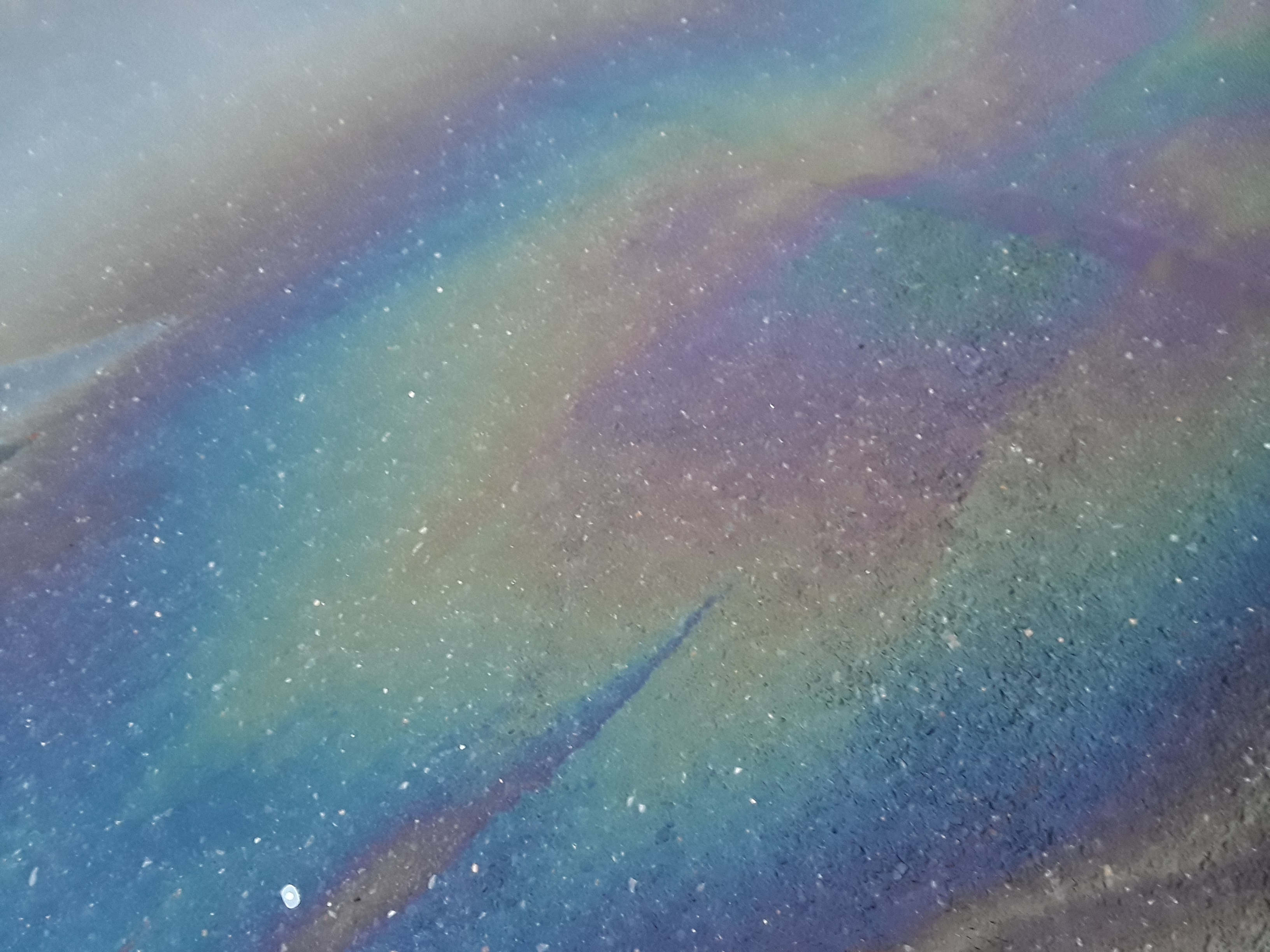
Mancha de óleo criada pelo escoamento

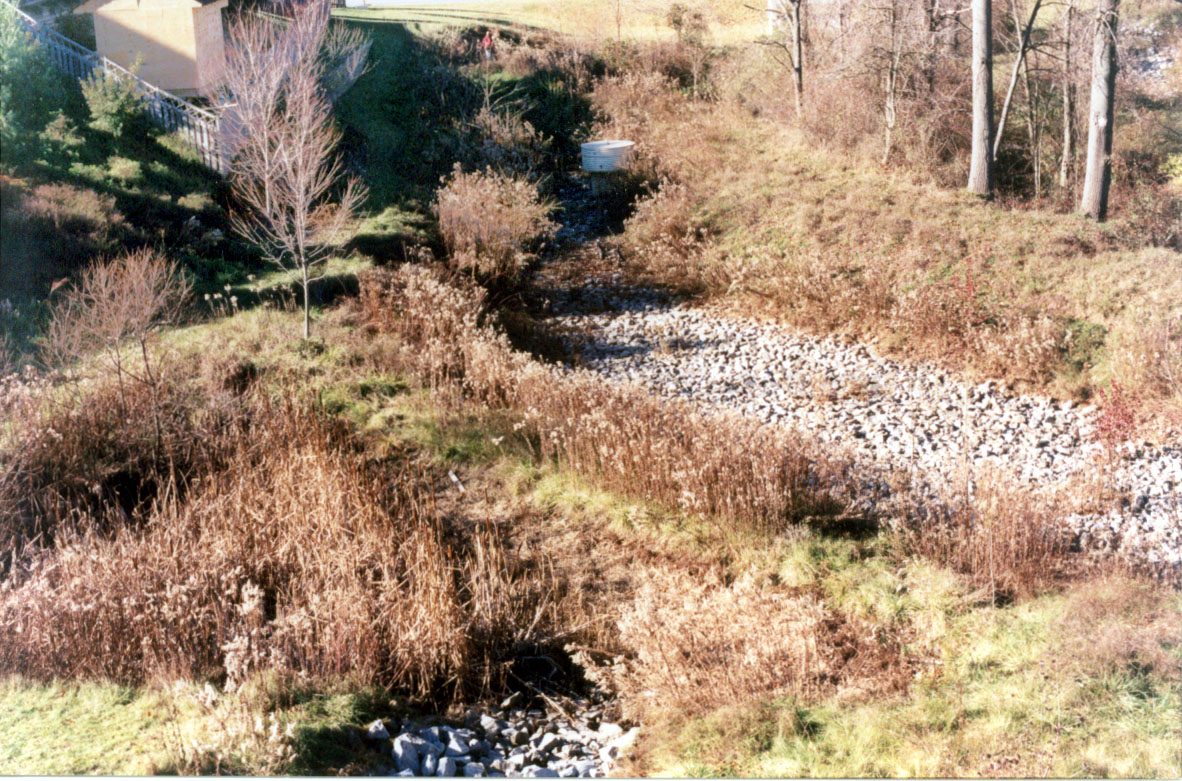
Uma vala de percolação permite a infiltração de águas pluviais através de solos permeáveis no aquífero subterrâneo.

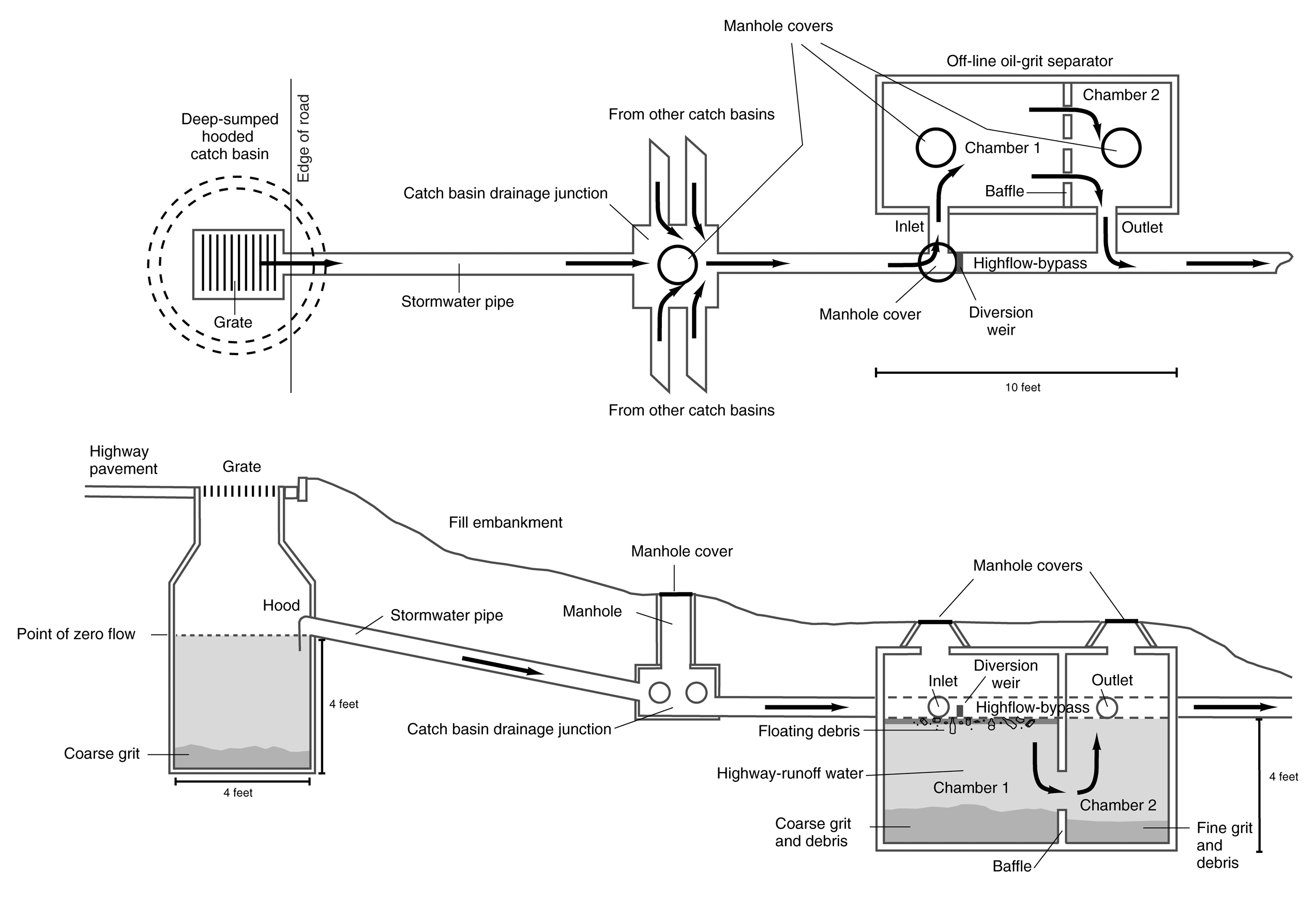
Um separador de grão-óleo é projetado para capturar sólidos sedimentáveis, óleo, detritos e materiais flutuantes no escoamento de estradas e estacionamentos

A erosão excessiva das margens de córregos pode causar inundações e danos materiais. Uma resposta inadequada, mas comum, ao problema é a modificação de córregos através da construção de aterros endurecidos e estruturas de controle usando materiais de concreto e alvenaria. O uso desses materiais duros destrói o habitat de peixes e outros animais. Tal projeto pode estabilizar a área imediata onde ocorreram os danos causados pelas inundações, mas muitas vezes ele simplesmente transfere o problema para um segmento a montante ou a jusante do córrego.

## Prevenção e mitigação
O controle efetivo do escoamento urbano envolve a redução da velocidade e vazão das águas pluviais, bem como a redução das descargas de poluentes. Há uma  variedade de técnicas para reduzir os efeitos do escoamento urbano. que em alguns países, podem se concentrar no controle da quantidade de água, enquanto outras se concentram na melhoria da qualidade da água, e algumas desempenham ambas as funções.
As práticas de prevenção da poluição incluem o desenvolvimento de baixo impacto (LID) ou técnicas de infraestrutura verde - conhecidas como  Sistemas de Drenagem Sustentáveis (SuDS) no Reino Unido e Design Urbano Sensível à Água (WSUD) na Austrália e no Oriente Médio - como a instalação de telhados verdes e melhor manuseio de produtos químicos (por exemplo, gerenciamento de combustíveis e óleo para motores, fertilizantes, pesticidas e descongeladores de estradas). Os sistemas de mitigação de escoamento incluem bacias de infiltração, sistemas de biorretenção, áreas úmidas construídas, bacias de retenção e dispositivos similares.
Fornecer soluções eficazes de escoamento urbano muitas vezes requer programas municipais adequados que levem em consideração as necessidades e diferenças das comunidades.
A implementação de estratégias de manutenção urbana, como programas de varrição de ruas, também pode ser um método eficaz para melhorar a qualidade do escoamento urbano. Os aspiradores de rua coletam partículas de poeira e sólidos em suspensão frequentemente encontrados em estacionamentos públicos e estradas que poderiam terminar no escoamento.
Programas educacionais também podem ser uma ferramenta eficaz para gerenciar o escoamento urbano. Empresas e indivíduos  podem ter um papel integral na redução da poluição simplesmente por meio de suas práticas, mas muitas vezes desconhecem os regulamentos. Criar uma discussão produtiva sobre o escoamento urbano e a importância do descarte eficaz de utensílios domésticos pode ajudar a incentivar práticas ecologicamente corretas a um custo reduzido para a cidade e a economia local.
A poluição térmica do escoamento pode ser controlada por estruturas para gerenciamento de águas pluviais que absorvem ou o direcionam para as águas subterrâneas, como sistemas de biorretenção e bacias de infiltração. As bacias de biorretenção tendem a ser menos eficazes na redução da temperatura, pois a água pode ser aquecida pelo sol antes de ser descarregada em um córrego receptor. :p. 5–58
A coleta de águas pluviais lida com a coleta de escoamento de riachos, ravinas, córregos efêmeros e outros meios de transporte terrestre. Os projetos de captação de águas pluviais geralmente têm vários objetivos, como reduzir o escoamento contaminado para corpos d'águas sensíveis, promover a recarga de águas subterrâneas e o uso em aplicações não potáveis, como descarga de vasos sanitários e irrigação.